# Лапийр (окръг, Мичиган)
Окръг Лапийр (на английски: Lapeer County) е окръг в щата Мичиган, Съединени американски щати. Площта му е 1717 km², а населението - 87 904 души (2000). Административен център е град Лапийр.